# معركة مرج راهط (634)
معركة مرج راهط، معركة بين الغساسنة الحلفاء العرب للدولة البيزنطية وجيش الخلفاء الراشدين بقيادة خالد بن الوليد، في يوليو 634. بعد معركة الحواريين، خرج خالد بن الوليد في الصباح التالي صوب دمشق بجيش قوامه 9000 رجل، على بعد 20 ميل من دمشق كان هناك ممر، يرتفع بمقدار 2000 قدم فوق الأراضي المحيطة.
هذه الحافة هي جزء من جبل الشرق الشهير، والمقابل لسلسلة جبال لبنان ويمتد في الاتجاه الشمالي الشرقي نحو تدمر. ولا يعتبر الممر كبيراً في حد ذاته، لكنه طويل جداً. توقف خالد عند أعلى نقطة فيه، ورفع علمه هناك. نتيجة لهذا أصبح الممر يعرف بسنية العقاب، على اسم علم خالد. من ممر العقاب، تحرك خالد نحو مرج راهط، بلدة كبرى تابعة للغساسنة بالقرب من عدرا المعاصرة، على الطريق لدمشق. وصل المسلمون في الوقت المناسب للمشاركة في مهرجان الغساسنة المبهج واتخذت مشاركتهم شكل غارة عنيفة.

## المعركة
تحول المهرجان المبهج للغساسنة المسيحيين العرب إلى معركة عنيفة. انضم عدد كبير من اللاجئيين من المنطقة التي استولى عليها خالد بن الوليد مؤخراً إلى مرج راهط، واختلط هؤلاء اللاجئين في الحشود احتفالاً بالمهرجان. لم الغساسنة بغافلين عن الخطر الذي يشكله لهم دخول خالد بن الوليد سوريا. قاموا بنشر مجموعة قوية من المحاربين على الطريق من تدمر، أسفل الممر؛ لكن هذه المجموعة تناثرت في بضع دقائق بعد هجوم سريع من الفرسان المسلمين. بالرغم من استمرار مقاومة الغساسنة مع تقدم المسلمين، إلا أنها توقفت بعد وصول القوات الرئيسية من جيش المسلمين وهجومهم على البلدة. أغار المسلمون على بلدة مرج رهط. بعدها بفترة قصيرة، وبعد جمع كمية كبيرة من الغنائم وأعداد محدودة من الأسرى، خرج خالد بن الوليد من البلد وعسكر خارجها. لم تكن المعركة نفسها معركة كبيرة لكن كان لها بعض الأهمية التكتيكية للجيش الإسلامي ليتمكن من حصار المدن الأكبر بسهولة.

## النتائج
في الصباح التالي أرسل صف جنود أقوياء تجاه دمشق للإغارة على الغوطة. بعدها، أرسل رسول إلى أبو عبيدة يحمل تعليمات بإبلاغه في بصرى، بأن خالد بن الوليد نفسه قادم لبصرى بصحبة القوة الرئيسية من الجيش، بعد المرور على دمشق. وصل صف الجنود ضاحية مدينة دمشق، وجمعو المزيد من الغنائم والأسرى، وانضموا ثانية لجيش خالد بن الوليد بينما كان لا يزال في مسيرته. العمليات العسكرية الصغرى التي تلت دخول خالد بن الوليد سوريا انتهت الآن. تحرك خالد بن الوليد نحو مدينة بصرى وفتحها.

## وصلات خارجية
A.I. Akram, The Sword of Allah: Khalid bin al-Waleed, His Life and Campaigns Lahore, 1969
المصادر
A.I. Akram, The Sword of Allah: Khalid bin al-Waleed, His Life and Campaigns, Nat. Publishing. House, Rawalpindi (1970) ISBN 0-7101-0104-X.
1